# Lakihegyi adótorony
Lakihegyi adótorony je vysílač typu Blaw Knox v maďarském Lakihegy, městská část Szigetszentmiklós. Se svou výškou 314 metrů byla v letech 1933–1939 a 1946–1947 třetí nejvyšší stavbou světa a nejvyšší v Evropě. Dodnes je nejvyšší stavbou v Maďarsku a nejvyšší svého typu. Jeho signál je dostupný na území celého Maďarska. Postaven byl v roce 1933 a zrekonstruován v roce 1946 (ustupující německá vojska v roce 1944 vysílač strhla k zemi).